# Dyopedos bispinis
Dyopedos bispinis är en kräftdjursart som först beskrevs av Gurjanova 1930.  Dyopedos bispinis ingår i släktet Dyopedos och familjen Podoceridae. Inga underarter finns listade i Catalogue of Life.